# Ząb mądrości

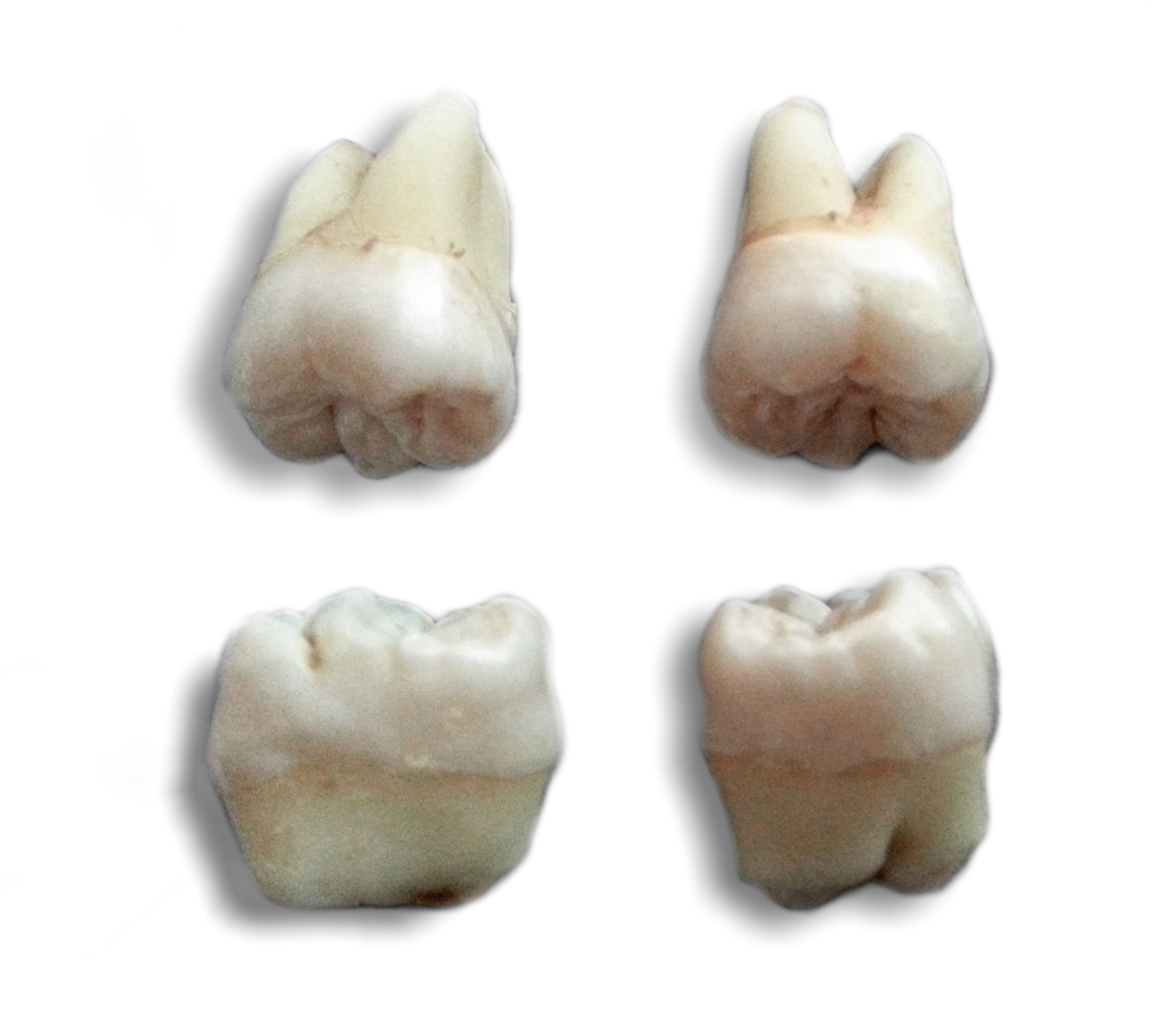
Cztery zęby mądrości u człowieka

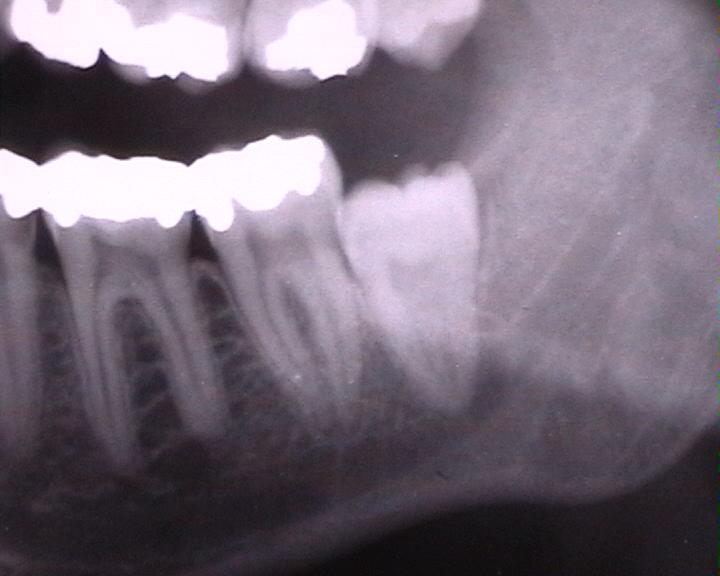
Ząb mądrości w żuchwie – RTG

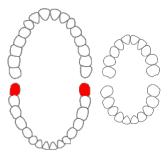
Schemat ukazujący umiejscowienie zębów mądrości (zaznaczone na czerwono) w żuchwie u dorosłego człowieka. Po prawej schemat uzębienia mlecznego, w którym zęby mądrości nie występują.

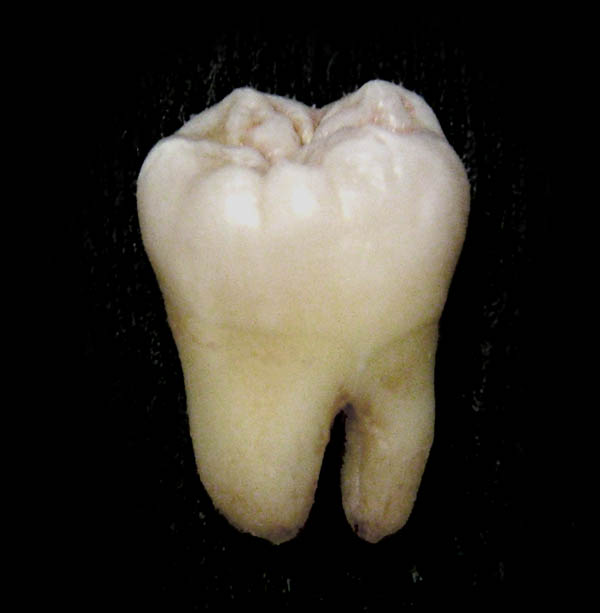
Usunięty, dolny ząb mądrości.

Zęby mądrości (łac. dens serotinus, pot. „ósemki”) – zwyczajowe określenie zębów trzonowych, będących ostatnimi zębami w łukach zębowych szczęki i żuchwy z każdej strony.
Okres ich wyrzynania się jest bardzo różny – najczęściej przypada między 17. a 25. rokiem życia, czasem jednak może trwać nawet do 40. Wyrzynaniu się zębów mądrości zwykle towarzyszy ból. Ponadto ósemki nie zawsze wyrzynają się prawidłowo, a czasem nie pojawiają się wcale. Zęby mądrości uważa się za narządy szczątkowe u człowieka.
Są one najbardziej narażone na próchnicę – zarówno ze względu na trudny dostęp do nich szczoteczką do zębów, jak i zaleganie w ich okolicach pokarmu. Ponadto biorą mały udział w rozdrabnianiu pokarmu, za to mogą wystawać pod innym kątem niż linia pozostałych zębów. Z tych wszystkich powodów panował niegdyś wśród dentystów pogląd, iż zęby te należy zawsze usuwać, jako mało przydatne człowiekowi, a niosące z sobą dużo różnych problemów. Obecnie odchodzi się od tego typu praktyk.

## Postępowanie po zabiegu usunięcia zęba mądrości
Zębodół zamyka się najczęściej w pierwszym tygodniu po zabiegu. Przez ten czas należy chłodzić operowane miejsce zewnętrznie – poprzez przyłożenie do policzka zimnego kompresu oraz wewnętrznie – poprzez ssanie kostek lodu.
Bezwarunkowo należy wykluczyć spożywanie produktów zawierających kofeinę (kawa, herbata, napoje energetyzujące) oraz napojów alkoholowych. Zabronione jest również palenie tytoniu. Należy unikać spożywania ciepłych potraw i napojów, a także innego ogrzewania miejsca po usunięciu zęba (np. ciepłymi kompresami czy w wyniku korzystania z sauny). Trzeba też zrezygnować z konsumpcji twardych bądź wymagających żucia produktów żywnościowych. Zalecane jest spożywanie potraw półpłynnych (kasza manna, purée ziemniaczane, sosy itp.). Ze względu na możliwość zwiększenia ciśnienia w jamie ustnej i nadmiernego krwawienia należy się wstrzymać z wysiąkiwaniem nosa.

## Zastosowanie w autotransplantacji
Gdy pacjent straci jakiś ząb, zawiązek trzeciego trzonowca może zostać użyty do autoprzeszczepu. Zawiązek powinien być w odpowiednim stadium rozwoju korzenia. W miejscu straconego zęba chirurg stomatolog robi tzw. lożę – przygotowuje zębodół. Przez jakiś czas po zabiegu ząb musi być unieruchomiony – połączony z innymi zębami za pomocą specjalnej szyny, co zwiększa szanse na przyjęcie się i utrzymanie przeszczepu. Po zdjęciu szyny można go oszlifować i założyć na niego koronę protetyczną, nadając mu odpowiedni kształt. Pacjent ma zatem swój własny ząb, autotransplantowany w inne miejsce.

## Ilustracje

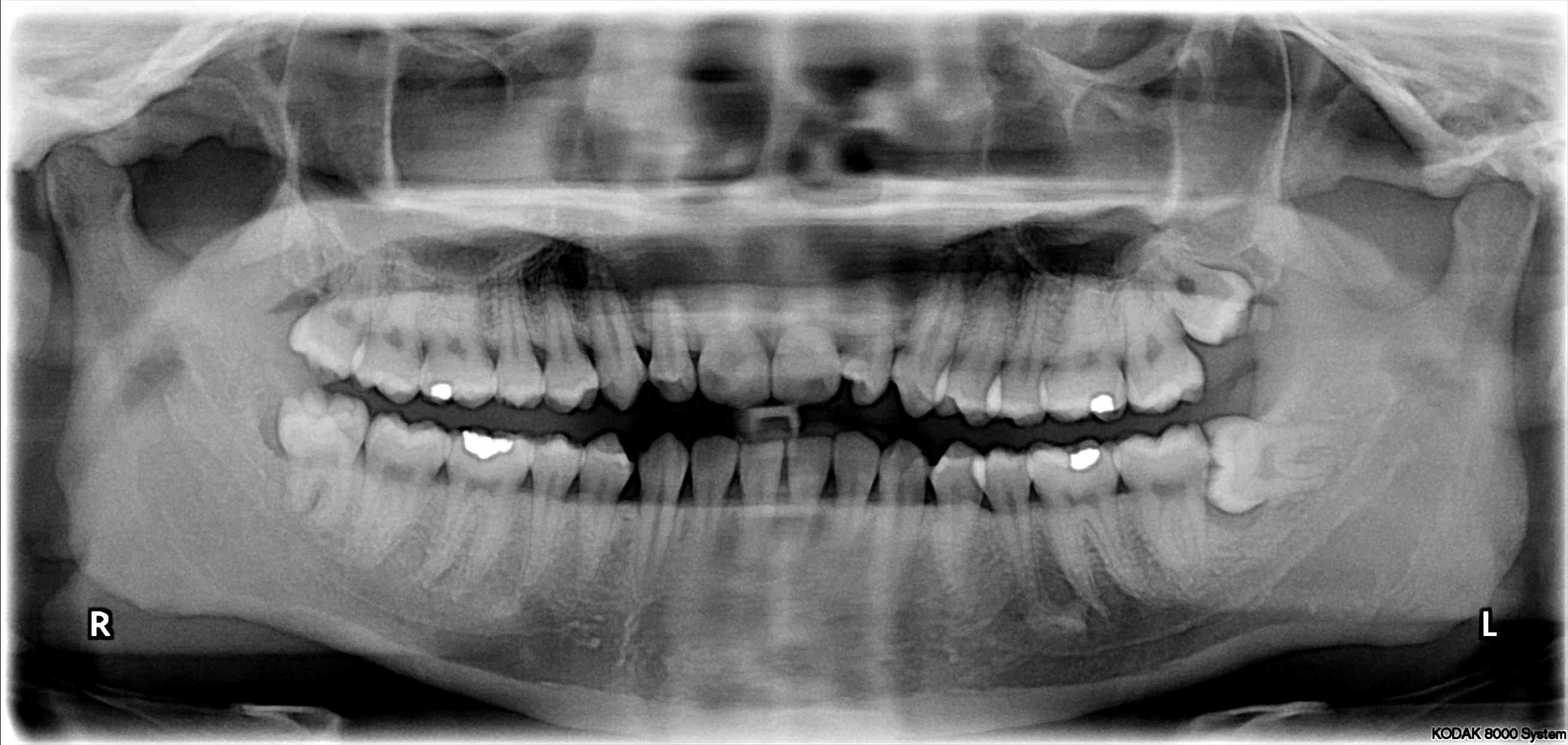
Pantomogram pacjenta z zatrzymanym dolnym lewym i stłoczonymi górnymi zębami mądrości.
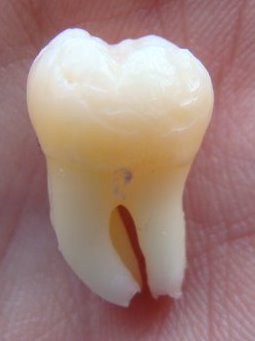
Nie w pełni uformowany, niewyrznięty ząb mądrości – po ekstrakcji.